# Pavel Dvořák (historik)
Pavel Dvořák (13. května 1937, Praha – 21. prosince 2018) byl slovenský historik, spisovatel a publicista českého původu. Napsal vícero knih a článků, ve kterých se věnoval hlavně slovenské historii.

## Život
Narodil se v Praze. Jeho otec působil ve Škodových závodech v Teplicích. V roce 1938 patřila jeho rodina k lidem vysídlených v rámci vyhnání Čechů ze Sudet v roce 1938. Po vzniku Slovenského státu se jako jedna z mála českých rodin, které byly předtím většinově v roce 1939 vysídleny ze Slovenska, přestěhovala do Bratislavy v rámci práce jeho otce pro vedení německého podniku Škoda.
Vystudoval dějiny na Filozofické fakultě Univerzity Komenského v Bratislavě.

## Díla
- Stopy dávné minulosti (knižní série)